# Orodes I. (Elymais)

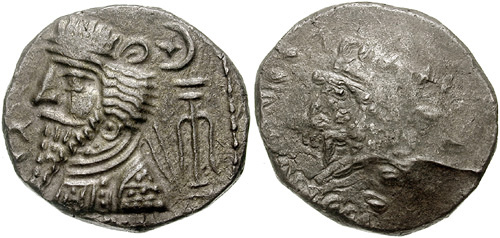
Münze des Orodes I.

Orodes I. war ein König der Elymais, der wahrscheinlich in der zweiten Hälfte des ersten Jahrhunderts n. Chr. regierte. Er ist nur von seinen Münzen bekannt. Sie tragen eine aramäische Legende (wrwd mlkʾ, „König Orodes“) und sind in einem parthischen Stil gehalten. Hinter dem Porträt ist jeweils ein Anker abgebildet sowie ein Halbmond mit einem Stern, auch auf der Rückseite findet sich ein Anker.